# Nate Linhart
Nathaniel Andrew Linhart, detto Nate (Gahanna, 14 novembre 1986), è un ex cestista statunitense.

## Carriera
Il 22 luglio 2013 viene ingaggiato dalla Reyer Venezia Mestre.

## Palmarès
- Coppa di Israele: 1

Maccabi Tel Aviv: 2014-2015